# Висока чука
Висока чука је планина, надморске висине 809 метара, и налази се на граници општина Бабушница  и Власотинце. Ова планина се налази на јужном делу планине Крушевица а надвисује села Велико Боњинце, Свође и Борин Дол. 
На обронцима планине постоји неколико извора пијаће воде од којих је најпознатије „Корита“ где је непосредно испод извора направљено дрвено корито за напајање стоке.
У ширем смислу Висока Чука и Велико Цртаво су јужна граница Заплања. Са врха планине види се већи део Заплања, Бабичка Гора, Велико Цртаво и западна страна Суве Планине

## Галерија
- Висока Чука са снегом 2010.г.
- Висока Чука поглед из Боњинца 2012.г.